# Мехмед II
Мехмед II (на османски турски: محمد الفاتح, на турски: II. Mehmed) е 7-ият султан на Османската империя, управлявал през периодите август 1444 – септември 1446 година и 3 февруари 1451 – 3 май 1481 година. Той е наричан Мехмед Завоевателя (на турски: Fatih Sultan Mehmed), заради успешната обсада на Константинопол, осъществена през 1453 година и окончателното ликвидиране на Византия.

## Биография

### Произход и ранен живот
Роден е на 30 март 1432 г. в Одрин. Той е третият син на Мурад II и Хюма Хатун. През 1437 г. най-големият му брат умира и едва петгодишен Мехмед II е назначен на неговото място като управител на Амасия. Две години по-късно заема и поста на другия си голям брат Алаедин Али в Маниса, който е убит през 1443 г.
Мурад II приема тежко загубата на двамата си синове и през лятото на 1444 г. решава да се оттегли от властта. Султанът абдикира в полза на 12-годишния си син Мехмед II и се оттегля на религиозно усамотение близо до град Маниса. Мурад II е сключил примирие с противниците си в Европа и с Караманския бейлик още преди отстъпването на престола си. Това му дава основание да мисли, че положението в империята е достатъчно стабилно, за да повери властта в ръцете на сина си, който е под силното ръководство на начетения и опитен велик везир Чандарлъ Халил Паша.

### Първо управление (1444 – 1446)
Абдикацията на Мурад и формалното поемане на властта от Мехмед, по това време едва дванадесетгодишен, е прието от противниците на османците като вътрешно отслабване на държавата. Почти незабавно император Йоан VIII изпраща в Добруджа претендент за трона, обявяващ се за член на династията, но бунтът е потушен от бейлербея на Румелия Шехабеддин паша.
В началото на октомври в Одрин става известно за началото на нов унгарски поход на юг от Дунав. Той е оглавен от Владислав III, Янош Хуняди и папския легат Джулиано Чезарини. Те пресичат реката в района на Оршова и започват да се придвижват надолу по реката, опустошавайки съседните области, и не срещат особена съпротива, с изключение на Никопол и Търново, които се опитват да превземат, но са отблъснати със значителни загуби. Оттам унгарците се насочват към Варна и успешно превземат крепостите Шумен и Провадия.
Новините за унгарския поход предизвикват паника в Одрин и Мехмед взема мерки за укрепването на града. В същото време Мурад е извикан от Маниса, където се е оттеглил, и се връща, за да оглави армията. Тъй като съюзническият флот на Венеция, Папската държава и Бургундия е блокирал Проливите, Мурад и анадолската армия се прехвърлят на европейския бряг на 15 октомври през Босфора с помощта на генуезки кораби и засилен артилерийски обстрел от двата бряга. След като достига Одрин, Мурад оставя Мехмед начело на защитата на града, а самият той с основната армия се насочва към Несебър и оттам на север по черноморския бряг, за да пресрещне унгарската армия. В решителното сражение при Варна на 10 ноември османците успяват да надделеят, като в боя загива крал Владислав III, а унгарците са принудени да се оттеглят на запад. След победата Мурад отново предава властта на сина си и се връща в Маниса.
Османската победа при Варна не слага край на нападенията на съюзниците. В края на лятото на 1445 година бургундски флот навлиза в Дунав и с влашка помощ завзема Тутракан, Гюргево и Русе и с подкрепа от Янош Хуняди се опитва да обсади Никопол. Успехи срещу османците имат и Константин XI Палеолог във Византия и Скендербег в Албания, а столицата Одрин е опустошена от пожар. В началото на 1446 година Венеция сключва мир, но през април 1446 година в Одрин започва голям бунт на еничарите, вероятно предизвикан от финансовите затруднения на правителството. В тази обстановка великият везир Халил Чандарлъ убеждава Мехмед да се откаже от престола, а Мурад II да се върне начело на управлението.
И след връщането си на власт Мурад II се отнася към Мехмед като към свой наследник и желае да осигури добро управление на сина си след възкачването му на престола. Той го води със себе си по време на военните кампании на Балканите срещу Янош Хуняди в Косово (1448 година) и Скендербег в Албания (през лятото на 1450 година). В края на 1450 година той жени в Одрин Мехмед за дъщерята на емира на Дулкадир, традиционен съюзник на османците в източната част на Анадола. Малко по-късно, в началото на следващата година, Мурад II умира и Мехмед е извикан от Маниса да поеме властта в империята за втори път.

### Първи завоевания

#### Падане на Константинопол
На 18 февруари 1451 година Мехмед II влиза в Одрин и официално поема държавното управление. С цел да предотврати династичните спорове, съпътствали управлението на неговите предшественици, той нарежда да убият неговия полубрат от дъщерята на синопския емир Исфендяроглу.
Изглежда още с идването си на власт Мехмед си поставя за цел да завземе Константинопол, който държи под постоянна заплаха връзките между европейските и азиатските владения на османците. По тази причина той бързо сключва тригодишен мирен договор с Унгария и урежда васалните отношения на смедеревския деспот Георги Бранкович, като разрешава на женената за Мурад негова дъщеря Мара Бранкович да се върне в родината. И по-късно Мехмед продължава да поддържа добри отношения с нея, дарявайки и земи на османска територия и използвайки я като дипломатически посредник.
През пролетта на 1451 година Мехмед неутрализира и опит за нападение от Караман, като пристига с войските си и принуждава емира да се признае за негов васал. Ликвидирани са и опитите на потомци на някогашните емири да върнат властта си в Гермиян, Айдън и Ментеше.
Следващата стъпка на Мехмед е установяването на контрол над Проливите. За тази цел през лятото на 1452 година той изгражда на европейския бряг на Босфора новата крепост Румели Хисар, която, заедно със съществуващите османски укрепления на азиатския бряг, може да блокира движението през пролива. Така през есента той успешно е блокирал доставките на храни за Константинопол. По време на строежа петдесетхилядна османска армия опустошава непосредствените околности на града, но след завършването на крепостта се оттегля. През есента е извършен и поход в Пелопонес, който трябва да неутрализира византийските владения там.
Същинската обсада на Константинопол започва на 5 април 1453 година, когато султан Мехмед II разполага войските си пред градските стени, а малко по-късно там пристига и османският флот. Мехмед е подготвил за обсадата впечатляваща за времето си артилерия и подлага укрепленията на продължителен обстрел, изградени са специални обсадни съоръжения и се правят опит за прокопаване на тунели под стените. По специален път от дървени трупи той прехвърля по суша 72 леки галери в преградения с верига залив Златен рог.
На 7 и 12 май османски части от по няколко десетки хиляди души правят първите сериозни опити за щурмуване на градските стени на Константинопол, но са отблъснати. В лагера на османците възниква недоволство, като самият велик везир Чандарлъ Халил се противопоставя на обсадата и дори тайно саботира военните действия. Това и слуховете за пристигащи венециански подкрепления и възможно унгарско нападение карат султана да бърза и той се решава на последен опит за завземане на града, обещавайки на войските разрешение да го разграбят.
На 28 май започва подготовката за решителния щурм, като към стените на града са придвижени две хиляди стълби. Нападението започва три часа преди изгрев на 29 май, като няколко последователни вълни атакуват градските стени. Около изгрев е осъществен пробив през силно повредените от артилерията стени около Романовата порта. Раняването и оттеглянето на генуезкия военачалник Джовани Джустиниани окончателно разколебава защитниците.
Самият султан Мехмед II влиза в Константинопол на 30 май 1453 година. Малко по-късно на османците се предава и генуезката колония Галата, която успява да си издейства известна автономия. Последният византийски император Константин XI Палеолог пада в битката и Византия престава да съществува.

#### Обсадата на Белград
През юни 1453 година султан Мехмед се завръща в Одрин и незабавно нарежда екзекуцията на великия везир Халил Чандарлъ, като силно ограничава властта на рода Чандарлъ, който в продължение на десетилетия излъчва повечето османски велики везири. През есента османски части помагат на пелопонеските деспоти срещу голямо въстание на местните албанци, в резултат на което те стават османски васали. През април 1454 година е сключен мирен договор с Венеция, като венецианците получават право на своя търговска колония в Константинопол.
Веднага след падането на Константинопол Мехмед II отправя искане към смедеревския деспот Георги Бранкович да му върне някои земи, отстъпени му от Мурад, но деспотът отказва. През април 1454 година той повежда поход към Поморавието и завзема две крепости, остава до края на август в София, след което се връща в Одрин. Малко след това унгарски войски, водени от Янош Хуняди, отблъскват османците от заетите позиции. С кратка кампания през лятото на 1455 година Мехмед завзема сребродобивните мини на Ново бърдо.
През 1454 – 1455 година османският флот разграбва някои егейски острови, след което Мехмед влиза в конфликт с генуезците. В края на 1455 година завзема владените от тях острови Стара и Нова Фокея с техните залежи от стипца, а през януари 1456 година лично ръководи завземането на богатия със солниците си Енос. През юни същата година османците завладяват и Атина, която дотогава е владение на флорентинската фамилия Ачаиуоли.
Междувременно и османците, и унгарците започват да се готвят за война. Мехмед успява да вземе инициативата, изпреварвайки готвения за август пореден кръстоносен поход, и в началото на юли обсажда ключовата гранична крепост Белград. Към града е придвижено голямо количество артилерия, а в река Дунав са построени кораби, които на 14 юли са унищожени от унгарския флот. На следващия ден османците щурмуват крепостта, но са отблъснати, а в същото време в града влизат значителни подкрепления, водени от Янош Хуняди. На 21 юли османците успяват да преминат външната градска стена, но претърпяват тежки загуби във вътрешността на града, а унгарците провеждат успешна контраатака в техния лагер. На следващия ден султан Мехмед вдига обсадата и се оттегля.

#### Завладяване на Сърбия, Пелопонес и Трапезунд
Окуражен от успеха на християнските сили при Белград, в края на 1456 година папа Каликст III въоръжава свой флот, който с подкрепления от Арагон и под командването на кардинал Лодовико Тревизан навлиза в Егейско море и в началото на следващата година завзема някои от загубените от генуезците острови – Лемнос, Тасос, Самотраки. В отговор на това през март 1458 година османците разграбват Лесбос, след което католическите владения в региона се помиряват с Мехмед и отново започват да му плащат данък. През есента на 1457 година османска армия е изпратена срещу Скендербег, но е отблъсната при Берат.
През пролетта на 1458 година самият султан Мехмед повежда армията към Пелопонеското деспотство. На 15 май обсажда Коринт, който е превзет в началото на август, а междувременно османските войски опустошават вътрешността на Пелопонес. През есента основните османски сили се изтеглят, но през следващите месеци двамата деспоти Тома и Димитрий воюват помежду си.
През пролетта на 1457 година смедеревският деспот Георги Бранкович умира и е наследен от сина си Лазар Бранкович, но той също умира няколко месеца по-късно. В следващите месеци сред сръбската аристокрация възниква конфликт между проосманската и проунгарската фракция, който подтиква Мехмед към интервенция. Тъй като той е ангажиран с военните действия в Пелопонес, с това е натоварен великият везир Махмуд паша, роден в Ново бърдо потомък на византийската династия Ангел. През пролетта той настъпва в Поморавието, завзема Смедерево, с изключение на градската цитадела, и разграбва Мачва. През лятото превзема Голубац, прехвърля Сава и завзема Митровица. След това се оттегля на юг и в Скопие се среща със султан Мехмед и завръщащата се от Пелопонес армия.
През следващата година Мехмед отново потегля на поход към Смедерево, но още докато е в София градът, междувременно попаднал под босненски контрол, се предава доброволно. През есента на 1459 година, веднага след връщането си от София, Мехмед повежда войските си към Амасра, генуезко владение на южния бряг на Черно море, което се предава без съпротива.
През 1460 година султанът се намесва в конфликта между пелопонеските деспоти и завзема целия полуостров, с изключение на венецианските владения и крепостта Монемвасия, която гърците предават на папата. Деспот Тома заминава в изгнание в Рим, а Димитрий получава от султана Имброс и Лемнос, откъдето местното население е прогонило италианците.
През пролетта на 1461 година султан Мехмед започва голям поход срещу Трапезундската империя, владение на византийската династия Комнини на южния черноморски бряг, което е съюзник на враждебния към османците бейлик Аккоюнлу. Към Трапезунд се насочва флот и сухопътна армия, водена от султана, които по пътя си анексират Синоп, последния самостоятелен бейлик в Северен Анадол. След трудно придвижване на войските и шестседмична обсада Трапезунд капитулира и е присъединен към Османската империя.
В самото начало на 1462 година влашкият войвода Влад Цепеш отхвърля османския сюзеренитет, набива на кол пратениците на султана и, преминавайки замръзналата река Дунав при Никопол, опустошава Северна България. През пролетта султан Мехмед повежда войските на север от Дунав и след няколко сблъсъка Влад Цепеш бяга в Унгария, а на негово място е поставен брат му Раду, който управлява като османски васал.
След успешния поход във Влашко Мехмед се насочва с войската и флота си срещу Лесбос и след няколкоседмични военни действия завладява острова към края на септември. В началото на 1463 година той навлиза в Босна, завзема няколко крепости и крал Стефан Томашевич капитулира, предавайки земите си на османците. Анексирани са и част от териториите на Стефан Косача в Херцеговина.

### Войната с Венеция

#### Начало на войната и завземане на Албания
Османските успехи в Пелопонес и Егейско море пряко застрашават венецианските владения в региона и след деветгодишен мир през лятото на 1463 година Венеция обявява война на султана. До това се стига след ескалиращ спор между пограничните управители от двете страни, довел до завземането на Аргос от османците. През август венецианска армия си връща Аргос, обсажда Коринт и започва да възстановява Хексамилиона. Придвижването на по-значителни османски части, начело с Махмуд паша ги принуждават да вдигнат обсадата на Коринт, но те все пак установяват контрол над почти целия Пелопонес.
Междувременно венецианците полагат големи дипломатически усилия и договарят съдействието за войната на Папската държава, Унгария, Бургундия и турския бейлик Караман. Още през есента 1463 година унгарският крал и син на Янош Хуняди Матяш Корвин навлиза в Босна и завзема крепостите Яйце и Звечай. През следващите месеци обаче повечето съюзници се отказват от намеренията си по различни причини.
През лятото на 1464 година венецианците завземат остров Лемнос и обсаждат Митилини на Лесбос, но приближаването на османския флот ги принуждава да се оттеглят. През август дожът Кристофоро Моро и папа Пий II се събират в Анкона, подготвяйки се лично да оглавят християнските сили в Пелопонес, но смъртта на папата осуетява плана им. През това време венецианският командващ в Пелопонес Сигизмондо Малатеста в продължение на месеци обсажда Мистра, но не успява да превземе цитаделата и през декември се оттегля. През същата година султан Мехмед обсажда неуспешно Яйце, а крал Матяш – Зворник.
През лятото на 1464 година емирът на Караман Ибрахим умира и възниква конфликт между синовете му – най-големият Исхак е покрепян от емира на Аккоюнлу Узун Хасан, а по-малките – от Мехмед II, който е техен братовчед. Първоначално Узун Хасан навлиза в Караман и поставя Исхак на трона, след което сключва съюз с Венеция, но през пролетта на 1465 година Мехмед изпраща войски в Караман и прогонва Исхак, който малко по-късно умира.
През 1465 година Мехмед се опитва да използва Скендербег като посредник за сключване на мир с Венеция, но той му отказва. Вероятно по тази причина на следващата пролет султанът потегля с голяма войска към Албания. Достигайки централната част на страната, той организира масови кланета и изселва населението от равнините, където изгражда крепостта Елбасан, след което през есента основните османски сили се оттеглят. По същото време венецианците завземат остров Имброс и Атина, както и Патра, откъдето обаче са принудени да се оттеглят с тежки загуби.
В самия край на 1466 година Скендербег заминава за Италия в търсене на помощ – в Рим не получава нищо, но неаполитанският крал Феранте I му дава пари, храни и оръжие. След връщането си в Албания в началото на следващата година Скендербег отблъсква османските части, разположени около Круя и обсажда Елбасан. През пролетта обаче османските войски навлизат в Албания и установяват контрол над почти цялата страна с изключение на няколко крепости – към края на годината само градовете Шкодра, Дрищ, Леш, Круя и Драч остават под венециански контрол. Самият Скендербег изоставя Круя и отива в пристанището Леш, където умира в началото на следващата година.
Султан Мехмед прекарва есента на 1467 година във Видин и Никопол, за да избегне обхваналата Тракия чумна епидемия.

#### Походи в Караман и завземане на Негропонте
След завземането на Албания от османците Венеция и Унгария започват преговори за мир, но изглежда Мехмед участва в тях, само за да подсигури тила си, докато се готви за голяма война на изток. През есента на 1467 година умира египетския султан Хошкадем и той иска да се възползва от възникналите междуособици в държавата на мамелюците. Още през октомври османският съюзник и васал Шехсювароглу, емир на Дулкадър, навлиза в Сирия и успява да завземе Дамаск. На следващата пролет Мехмед потегля с голяма армия към Сирия, но Пир Ахмед, емирът на васалното емирство Караман, разположено на пътя му, отказва да се присъедини към похода. Мехмед се обръща срещу него и завзема караманските земи на север от Тавър, заедно със столицата Кония. Вината за неуспеха на похода към Сирия е хвърлена върху Махмуд паша, който е отстранен от поста велик везир.
Султан Мехмед прекарва 1469 година в Константинопол, но военните действия продължават, макар и с по-малка интензивност. Рум Мехмед паша води нов поход в Караман, има сведения и за сблъсъци с венецианци и унгарци на Балканите. През юни османски части за пръв път достигат до същинската територия на Венецианската република – Истрия и Фриули. През юли венецианският флот успява да превземе за кратко Енос, оттегляйки се с много пленници.
В отговор на нападението срещу Енос Мехмед започва да подготвя голяма армия и флот, начело на който е поставен Махмуд паша. Целта на султана е да нападне Негропонте, едно от основните владения на венецианците в егейския регион. Османският флот преминава Дарданелите през юни 1470 година и наброява около 400 кораба. В средата на месеца флотът достига Негропонте и сухопътната армия, водена от султана, се прехвърля на острова, обсаждайки главния град Халкида. След не много продължителна, но тежка обсада, в която и двете страни използват значителна артилерия, на 14 юли Халкида е превзет и Негропонте е завладян от османците. След това те навлизат и в Пелопонес, където завземят няколко венециански крепости.
По време на похода към Негропонте в Караман Пир Ахмед и брат му Касъм бей отново се активизират и воюват с променлив успех срещу османците, възползвайки се от подкрепата на местното население и тактическото си преимущество в планините, но до зимата Дауд паша успява да постави под османски контрол проходите през Тавър. През лятото на 1471 година османски войски завземат Алания, карамански васал на средиземноморския бряг. През следващата година османците завземат крепостите в областта Чукурова, но завоеванията им са нестабилни, защото много местни племена остават лоялни към караманската династия и при възможност нападат градовете.

#### Разгром на Аккоюнлу и завладяване на Караман
Османското настъпление в Чукурова е прекъснато през лятото на 1472 година, когато започва открита война с Аккоюнлу. Емирът Узун Хасан предявява претенции към Трапезунд и настоява за връщането на Караман на Пир Ахмед и на Синоп на наследниците на последния емир. Армията на Аккоюнлу разграбва района на Сивас и Токат и превзема Кайсери. Местните османски сили отстъпват на запад, изчаквайки основната армия, водена от султана. През август войските на Аккоюнлу, придвижващи се към Бурса, са отблъснати от османците.
Емирът на Аккоюнлу координира действията си с венецианците, които по същото време нападат Анталия, но са отблъснати. Малко по-късно те разграбват и опожаряват Измир. През февруари 1473 година венецианците правят опит чрез свой агент да подпалят османския флот в Галиполи и макар че не успяват, предизвикват голям пожар в османските складове там.
През есента на 1472 година Узун Хасан потегля с основната си армия на запад и напада египетските владения Малатия и Халеб, но е отблъснат. Този ход довежда до създаване на съюз между османците и мамелюците. През лятото на 1473 година венецианският флот напада няколко крепости в Чукурова и ги предава на караманските васали на Узун Хасан.
Междувременно през пролетта на 1473 година султан Мехмед повежда на изток през Анадола основната османска армия, наброяваща според някои оценки 260 хиляди войници. Те се срещат с основните сили на Узун Хасан, които имат приблизително същата численост, на река Ефрат близо до Ерзинджан. На 4 август османците правят опит да преминат реката, но са отблъснати с тежки загуби. Узун Хасан не се възползва от този успех, а се задоволява да следва османските сили, които се придвижват на север. На 11 август той решава да нападне османците в планините край Байбурд, но претърпява поражение от по-добре въоръжената армия на султан Мехмед и самият той е принуден да се спасява с бягство. Султанът превзема Байбурд и Карахисар и се връща в Константинопол. През следващата година османците ликвидират последните владения на карамнската династия в Анадола.

### Последни години

#### Походи на север
През пролетта на 1474 година османски войски, водени от румелийския бейлербей Сюлейман паша, нападат Шкодра, най-важната венецианска крепост в Албания. Въпреки опитите на венецианците и на княза на Зета Иван Църноевич да разкъсат обсадата, тя продължава до края на юли, когато османците се оттеглят. Причина за това отстъпление е започналата война с молдовския войвода Стефан. През зимата Сюлейман паша оглавява поход в Молдова, но през януари 1475 година претърпява тежко поражение в битката при Васлуй.
През 1474 година в Крим избухват междуособици между хана Менгли Гирай и двама претенденти за негови наместници в генуезката колония Кафа. През пролетта на 1475 година голям османски флот, воден от Гедик Ахмед паша, е изпратен в Крим и след няколкодневен артилерийски обстрел в началото на юни Кафа се предава. През следващите месеци османците завземат всички генуезки владения в региона, които са систематично разграбени, а италианското им население е изселено в Константинопол. В резултат на този поход Кримското ханство става васално на османския султан.
По време на кримската кампания султан Мехмед се намира в село Чоке, за да избегне чумната епидемия в Константинопол. От там той изпраща османски войски, които разграбват Срем. В отговор на това през февруари 1476 година унгарският крал Матяш превзема Шабац и изгражда укрепления, с които блокира снабдяването на Смедерево.
Унгарците се ползват с известна свобода на действие в Сърбия, тъй като през пролетта на 1476 година султанът лично повежда османската армия срещу Молдова. Молдовците отстъпват на север, опожарявайки земите след себе си, за да затруднят снабдяването на османците. Османците извоюват победа срещу войските на Стефан Велики и влизат в град Сучава, но проблемите със снабдяването ги принуждават да се оттеглят през Никопол. След връщането си в Одрин Мехмед научава за заплахата от загуба на Смедерево и през зимните месеци се придвижва с изтощената си армия към Сърбия, отблъсквайки унгарците към Белград.

#### Край на войната с Венеция
Венецианците се възползват от похода на Мехмед в Молдова и през 1476 година активизират дейността си в Егейския басейн, нападайки анадолското крайбрежие. През пролетта на следващата година румелийският бейлербей Сюлейман паша обсажда в продължение на три месеца Навпакт, но е принуден да се оттегли, за което е отстранен от поста си. Междувременно Евреносоглу Ахмед поставя под обсада Круя и отблъсква изпратените на града венециански и албански подкрепления. През септември османски войски, водени от босненския санджакбей Искендер, генуезец по произход, за пръв път достигат Тераферма, непосредствения хинтерланд на Венеция.
В началото на следващата година венецианците започват да преговарят за мир и успяват да постигнат двумесечно примирие, но преговорите са прекъснати, когато султан Мехмед оглавява поход към Шкодра. Обсадата на града започва на 14 май 1478 година, а самият султан пристига край града в началото на юли. На 15 юни, при неговото преминаване край Круя, обсадената в продължение на година крепост се предава на османците. В края на юли османците предприемат няколко неуспешни атаки срещу Шкодра, след което Мехмед се отказва от преките нападения. Градът остава под обсадата на контингент, воден от Евреносоглу Ахмед, а основните сили превземат Дрищ и Леш и през октомври се оттеглят.
През лятото на 1478 година босненският санджакбей отново напада Фриули и, макар че този път той е спрян на река Изонцо, Венеция се чувства пряко застрашена. В началото на 1479 година републиката успява да сключи мир с Мехмед, като му отстъпва Лемнос и Шкодра, чието население е евакуирано и заменено с нови заселници.

#### Последни походи и смърт
През лятото на 1479 година, след сключването на мира с Венеция, султан Мехмед изпраща флот, воден от Гедик Ахмед паша, който завзема владенията на кефалонийския деспот Леонардо III Токо – Воница и йонийските острови Кефалония, Левкада и Закинтос. По същото време османски части завземат гранични крепости в Грузия, възползвайки се от междуособиците в Аккоюнлу след смъртта на Узун Хасан. Османският флот извършва наказателен поход срещу черкезите, които нападат васалното на османците Кримско ханство, и превзема пристанището Анапа.
През лятото на 1479 година неголеми османски контингенти извършват набези в Трансилвания, Унгария и дори в Каринтия. В отговор на това през следващата година молдовците нападат васалното на султана Влашко, а унгарски войски навлизат в Босна и опожаряват Сараево.
През лятото на 1480 година шестдесетхилядна османска армия, водена от Метих паша, дебаркира на остров Родос, владение на рицарския орден на хоспиталиерите, който служа за база на пиратите в Егейско море. Османците окупират острова и обсаждат главния град Родос, но не успяват да превземат добре укрепената крепост. През есента те са принудени да се оттеглят, заради изпратените от папата подкрепления за обсадения град.
Едновременно с обсадата на Родос, друг османски флот, воден от Гедик Ахмед паша, се насочва от Галиполи към Валона. В края на юли османците дебаркират в Апулия, част от Неаполитанското кралство, и разграбват крайбрежието около Отранто, а на 11 август превземат и града. Гедик Ахмед паша отблъсква няколко нападения срещу Отранто. Оставеният там гарнизон се задържа и след заминаването на основните сили за Константинопол, но през март 1481 година неаполитанските войски и папският флот успяват да превземат града.
През пролетта на 1481 година султан Мехмед подготвя голям поход срещу мамелюшките султани на Египет и събира армиите си на азиатския бряг на Босфора. Начело на войските той потегля към Измит, но на 3 май 1481 година, вероятно край Гебзе, внезапно се разболява и умира на същия ден.